# 小島由利絵
小島 由利絵（こじま ゆりえ、1988年2月25日 - ）は、日本の元アイドル、元タレント。埼玉県出身。ワンエイトプロモーションに所属していた。

## 人物・来歴
- アイドルグループ「フルーツポンチ」のメンバー。
- 愛称は「ゆりん」。なお、タレント・声優のゆりんは別人。
- 『おはスタ』では、水曜おはガールとグループ「おはガールフルーツポンチ」の一員として活躍。（2002年4月～2003年3月)。
- 芸能人女子フットサルチーム「TEAM dream」の元メンバー。
- 特技はダンス、趣味は歌うこと。
- 2007年にエイベックス・エンタテインメントからワンエイトプロモーションに移籍。
- 2008年8月10日にブログ上で芸能界からの引退を発表。
- 2008年9月2日からは、一般人としてブログを再開。
- 2018年3月、ブログ上で結婚を報告。

## 出演

### テレビ
- ミニモニ。でブレーメンの音楽隊（2004年1月 - 3月、NHK教育テレビ）
- 体験!発信!ぼくらの町の科学館（2005年製作、2006年放送、サイエンスチャンネル）
- 拝み屋横丁顛末記 第4話（2006年、テレビ朝日）

### 舞台
- FUTARI -ふたり-（2003年8月18日 - 24日、全労済ホールスペース・ゼロ）

## 出版

### DVD
- 「HATSUKOI<初恋>小島由利絵」（2003年11月21日）
- 「Lily」 （2005年2月25日）
- 「ゆりいろ」（2005年5月25日）
- 「g-girl private 005 ゆりんちゅ」（2005年8月26日）
- 「半熟フルーツ」（2008年5月23日）

### 写真集
- 「Approach 接近したい」（2003年10月10日、ぶんか社）ISBN 4821125722 撮影：木村智哉